# Shahab Gordan
Shabaeddin Gordan (in persiano: شهاب گردان; Juybar, 22 maggio 1984) è un calciatore iraniano, portiere dello Zob Ahan.

## Carriera

### Club
Comincia a giocare al Nassaji Mazandaran. Nel 2005 si trasferisce all'Aboomoslem. Nel 2009 passa allo Zob Ahan. Nell'estate 2012 viene acquistato dal Persepolis. Nel gennaio 2013 si trasferisce al Sepahan. Nel 2016 viene acquistato dallo Padideh.

### Nazionale
Ha debuttato in nazionale il 19 gennaio 2011, in Emirati Arabi Uniti-Iran (0-3). Ha partecipato con l'Iran alla Coppa d'Asia 2011. Ha collezionato in totale 3 presenze con la nazionale iraniana.